# Diarrhena sinica
Diarrhena sinica är en gräsart som beskrevs av Kin Shen Hao. Diarrhena sinica ingår i släktet Diarrhena och familjen gräs. Inga underarter finns listade i Catalogue of Life.